# F.-Henry Peru
F.-Henry Peru (ur. 1829/1830?, zm. 1922) – francuski pianista i kompozytor.
Podawał się za ucznia Fryderyka Chopina, jednak brak jest dowodów potwierdzających lub negujących to twierdzenie. Wraz z Jules'em Massenetem przyczynił się do zbudowania pomnika Fryderyka Chopina w Ogrodzie Luksemburskim.